# Juan Pedro Tunessi
Juan Pedro Tunessi (Juan Cousté, provincia de Buenos Aires, 12 de febrero de 1957) es un abogado y político argentino perteneciente a la Unión Cívica Radical. Fue Concejal de Bahía Blanca, diputado provincial, diputado nacional, secretario parlamentario del Senado de la Nación y Prosecretario Parlamentario.

## Biografía
Juan Pedro Tunessi nació en la Ciudad de Juan Cousté(estación Algarrobo), provincia de Buenos Aires. Terminó sus estudios de derecho en la Facultad de Ciencias Jurídicas y Sociales de la Universidad Nacional de La Plata (UNLP). Fue abogado asesor de la Subsecretaría de Trabajo de la provincia de Buenos Aires en .Es padre de dos hijas.

### Carrera política
En el año 1982 se afilió a la Unión Cívica Radical y comenzó su actividad partidaria en la Juventud Radical. Su primer cargo político fue el de Concejal en Bahía Blanca, desde 1985 hasta 1993 siendo los Intendentes los Radicales, Juan Carlos Cabiron (1983-1991) y Jaime Linares(1991-2003). En 1993 es electo Diputado Provincial por la Sexta Sección Electoral, cargo que desempeño por 12 años hasta el 2005.
Como diputado provincial, Tunessi lideró la Comisión Bicameral que revisó las actuaciones del Instituto Provincial de Lotería y Casinos (IPLyC) 
En 2003 la Justicia Federal pidió su desafuero como diputado en una causa por corrupción en la que fue denunciado. En diciembre de 2004 la Legislatura de la Provincia de Buenos Aires, recibió el pedido para que el legislador pueda ser juzgado.
Ese mismo año, Tunessi se opuso a que el Intendente Jaime Linares persiga a una tercera reelección y decide ir a internas contra su correligionario Linares; también se presentó a internas el exconcejal y Presidente del Radicalismo en la ciudad, Oreste Retta en representación del sector del ex Intendente Juan Carlos Cabiron.
En 2004 la Justicia pidió el desafuero de Tunessi, denunciado en una causa por desvío de fondos públicos. En 2002 fue imputado en una causa en la que se investigab el desvío de un millón de pesos a través de subsidios en el senado y la camara baja boanerense por parte de bloque radical a entidades fantasmas que podría descubrir una de las matrices del financiamiento ilegal  de la UCR en la provincia de Buenos Aires.
En el Año 2005, vuelve a ser electo como Concejal en Bahía Blanca, cargo que desempeñaría hasta el 2009. Dos días después de haber asumido como concejal fue elegido Presidente del Concejo Deliberante por unanimidad. El 12 de diciembre de 2007 es nuevamente electo para continuar presidiendo el Concejo Deliberante, el 3 de diciembre de 2009, Tunessi dejó la presidencia del Concejo Deliberante
Tunessi se presentó como candidato a Intendente de Bahía Blanca en el 2007, enfrentándose en ese entonces, al Intendente interino Cristian Breitenstein tras la renuncia de Rodolfo Lopes. En esas elecciones Tunessi salió en segundo lugar con el 28,8% de los votos, obteniendo 44.600 votos correspondientes a la sumatoria de las dos boletas por las que compitió, la de la UCR y la de la Coalición Cívica-ARI.
En 2009 resultó elegido Diputado Nacional para el periodo 2009-2013. Para el 2015, decidió querer presentarse como candidato a Intendente por segunda vez por la coalición Cambiemos (Propuesta Republicana, Coalición Cívica ARI, Unión Cívica Radical). Pero tras no llegar a un acuerdo con Héctor Gay (candidato del Pro), para hacer una lista única decidió bajar su candidatura y en su lugar el exconcejal, Roberto Ursino enfrentó a Gay en las internas de Cambiemos.
Tras el triunfo de Cambiemos sobre el Frente para la Victoria en las Elecciones Presidencial 2015, Tunessi fue elegido Secretario Parlamentario del Senado de la Nación. El 10 de diciembre de 2019 se hizo efectivo su renuncia como Secretario parlamentario tras la asunción de los miembros del Frente de Todos.
El 20 de diciembre de 2019, Tunessi juro como Prosecretario parlamentario en el Senado nacional y finalizó su gestión como Prosecretario el 13 de diciembre de 2023 cuando se eligieron nuevas autoridades en el Senado.

## Candidato a Intendente 2007

### Propuestas
Tunessi junto a su equipo trabajaron en unas serie de propuestas que presentó cuando fue candidato a Intendente:
> Ordenar el Tránsito de Vehículos
> Que el Municipio se acerque a los Vecinos

### Los Candidatos a Concejales
> Concejales titulares:
1. Oreste Retta 
2. Carlos Ocaña
3. Elisa Quartucci
4. Gerardo Veroli
5. Lorena Scoppa
6. Daniel Rodríguez
7. Eduardo Bernat
8. Adriana Torre
9. Guillermo Sagasti
10. Lisandro Ganuza Bollati
11. Vanesa Albornóz
12. Fernando Roig
> Concejales Suplentes:
1. Andrea Porcelli
2. Graciela Vittadini
3. Fernando Almirón
4. Fabián Val
5. Elba Mora
6. Fernando Trellini
7. Fabricio Cicchelli 
8. Marina Bencochea
Resultaron elegidos Concejales:
Oreste Retta, Carlos Ocaña, Elisa Quartucci y Gerardo Veroli

## Elecciones
Elecciones Concejales Bahía Blanca 1985
| Partido                         | Votos  | Concejales |
| ------------------------------- | ------ | ---------- |
| Unión Cívica Radical            | 58.389 | 8          |
| Frente Renovador Just.Demc.Part | 33.751 | 4          |
| Partido Intransigente           | 10.637 | 0          |

Elecciones Concejales Bahía Blanca 1989
| Partido                                | Votos  | Concejales |
| -------------------------------------- | ------ | ---------- |
| Frente Justicialista de Unidad Popular | 52.570 | 5          |
| Unión Cívica Radical                   | 45.866 | 5          |
| Alianza de Centro                      | 17.914 | 2          |

Elecciones internas UCR para Intendente Bahía Blanca 2003 
| Candidato          | Cargo | Votos | Porcentaje |
| ------------------ | --- | ----- | ---------- |
| Jaime Linares      | Ex Secretario de Obras Públicas 1983-1987, ex Pte Concejo Deliberante 1987- 1991, Intendente de Bahía desde 1991           | 6.912 | 44,00 %    |
| Juan Pedro Tunessi | Exconcejal 1985-1993, Diputado Provincial desde 1993                                                                       | 4.153 | 26,64 %    |
| Oreste Retta       | Exconcejal 1983-1985,1987-1991 y 1995-1999, Pte UCR Bahía Blanca 2000-2003, Secretario de Salud y Acción Social desde 1999 | 3.807 | 24,42%     |
| Andrés De Leo      | Contador y exjefe de ANSES Bahia Blanca (2000-2002)                                                                        | 814   | 5,22%      |

Elecciones Concejal de Bahia Blanca 2005
| Partido                 | Votos  | Concejales |
| ----------------------- | ------ | ---------- |
| Unión Cívica Radical    | 38.999 | 6          |
| Frente para la Victoria | 36.138 | 4          |
| Partido Justicialista   | 11.740 | 2          |

Concejales: Juan Pedro Tunessi,Virginia Linares, Andrés De Leo, Emilio Sangre, Aloma Sartor, Roberto Ursino.
Elecciones Intendente Bahía Blanca 2007 
| Fórmula               | Partido                                        | Votos  | Porcentaje |
| --------------------- | ---------------------------------------------- | ------ | ---------- |
| Cristian Breitenstein | Frente para la Victoria                        | 52.780 | 37,32%     |
| Juan Pedro Tunessi    | Unión Cívica Radical y Frente Coalicion Cívica | 39.364 | 27,83%     |
| Federico Susbielles   | Partido de la Victoria                         | 18.246 | 12,90%     |
| Raul Woscoff          | Integración Ciudadana                          | 15.376 | 10,87%     |

Elecciones Legislativas Prov.Buenos Aires 2009 (Diputados Nacionales)
| Partido                                                              | Votos     | Porcentaje |
| -------------------------------------------------------------------- | --------- | ---------- |
| Unión - Pro                                                          | 2.504.252 | 34,58%     |
| Frente Justicialista para la Victoria                                | 2.325.076 | 32,11%     |
| Acuerdo Cívico y Social                                              | 1.555.825 | 21,48%     |
| Nuevo Encuentro                                                      | 402.502   | 5,56%      |
| Frente de Izquierda y los Trabajadores, Anticapitalista y Socialista | 106.764   | 1,47%      |

El Concejal y presidente del Concejo Deliberante de Bahía Blanca, Juan Pedro Tunessi fue elegido Diputado Nacional por la provincia de Buenos Aires, por la alianza Acuerdo Cívico y Social que logro en aquella elección ingresar 8 Diputados Nacionales al Congreso.
- ACyS - 8: Margarita Stolbizer, Ricardo Alfonsín, Mario Barbieri, Marcela Rodríguez, Horacio Piemonte, Gerardo Milman, María Luisa Storani, Juan Pedro Tunessi.